# Антикоммутативность
Антикоммутативность — свойство мультипликативной бинарной операции в кольце: {\displaystyle x^{2}=x\cdot x=0}.
Из определения вытекает тождество {\displaystyle x\cdot y+y\cdot x=0}, так как выражение {\displaystyle (x+y)\cdot (x+y)} равно:
{\displaystyle {\begin{aligned}0&=x\cdot (x+y)+y\cdot (x+y)=\\&=x\cdot x+x\cdot y+y\cdot x+y\cdot y=\\&=x\cdot y+y\cdot x\\\end{aligned}}}
Если {\displaystyle 2=1+1} в кольце не является делителем нуля, тогда тождество {\displaystyle x\cdot x=0} само следует из {\displaystyle x\cdot y+y\cdot x=0} и они оказываются равносильны; но в общем случае это не так (например, в алгебрах над полем характеристики 2 первое тождество сильнее второго).
Понятие возникло в связи с алгебрами Ли, в которых умножение удовлетворяет тождеству {\displaystyle x\cdot y=-y\cdot x} (как и {\displaystyle x^{2}=0}).
Классический пример антикоммутативной операции — векторное произведение, для которого {\displaystyle x\times y=-y\times x} (в отличие от коммутативного скалярного произведения).
Некоторые антикоммутативные алгебры: алгебры Мальцева, алгебра внешних форм, алгебра дифференцирований дифференциальных форм, алгебра тангенциальнозначных форм.
Умножение в градуированной алгебре {\displaystyle \Omega =\oplus _{i}\Omega ^{i}} называется градуированно антикоммутативным, если для любых элементов {\displaystyle \omega _{m}\in \Omega ^{m}}, {\displaystyle \omega _{k}\in \Omega ^{k}} выполнено:
{\displaystyle \omega _{m}\cdot \omega _{k}+(-1)^{mk+1}\omega _{k}\cdot \omega _{m}=0}.